# مارک هنتمن
مارک هنتمن (به انگلیسی: Mark Hentemann) نویسنده پویانمایی آمریکایی است. وی به خاطر نوشتن فیلم‌نامه چندین قسمت سریال مرد خانواده مشهور شده‌است. هم‌چنین او در چندین قسمت مختلف، به جای چند شخصیت صحبت کرده‌است.